# Fougères Agglomération
Fougères Agglomération est une communauté d'agglomération française, créée au 1er janvier 2017 et située dans le département d'Ille-et-Vilaine, en région Bretagne. Son siège est La Selle-en-Luitré.

## Historique
La communauté d'agglomération est créée au 1er janvier 2017 par arrêté préfectoral du 6 décembre 2016. Elle est formée par fusion de deux communautés de communes, Fougères communauté et Louvigné communauté, étendue à sept communes issues de la communauté de communes du Pays de Saint-Aubin-du-Cormier (La Chapelle-Saint-Aubert, Saint-Christophe-de-Valains, Saint-Georges-de-Chesné, Saint-Jean-sur-Couesnon, Saint-Marc-sur-Couesnon, Saint-Ouen-des-Alleux et Vendel).
Le 1er janvier 2019, les communes de Saint-Georges-de-Chesné, Saint-Jean-sur-Couesnon, Saint-Marc-sur-Couesnon et Vendel fusionnent pour former la commune nouvelle de Rives-du-Couesnon et les communes de Luitré et Dompierre-du-Chemin pour former Luitré-Dompierre. La communauté d'agglomération compte alors 29 communes.
Le 1er janvier 2024, les communes de Fleurigné et La Chapelle-Janson fusionnent pour former la commune nouvelle de la Chapelle-Fleurigné. La communauté d'agglomération compte alors 28 communes.

## Territoire communautaire

### Géographie
Située dans l'est  du département d'Ille-et-Vilaine, la communauté d'agglomération Fougères Agglomération regroupe 28 communes et s'étend sur 538,7 km2.

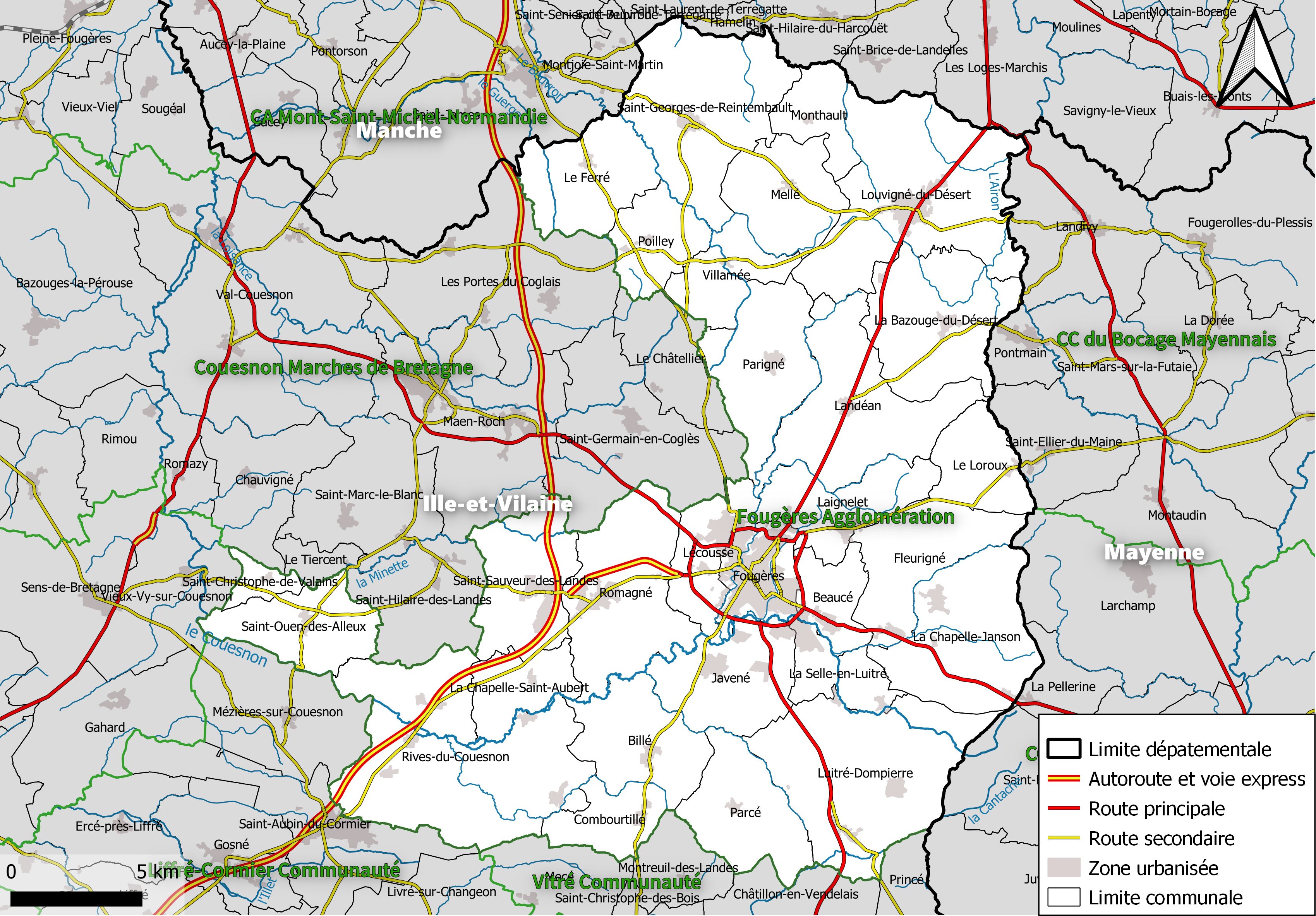
Carte de la communauté d'agglomération Fougères Agglomération au 1er janvier 2019.

### Composition

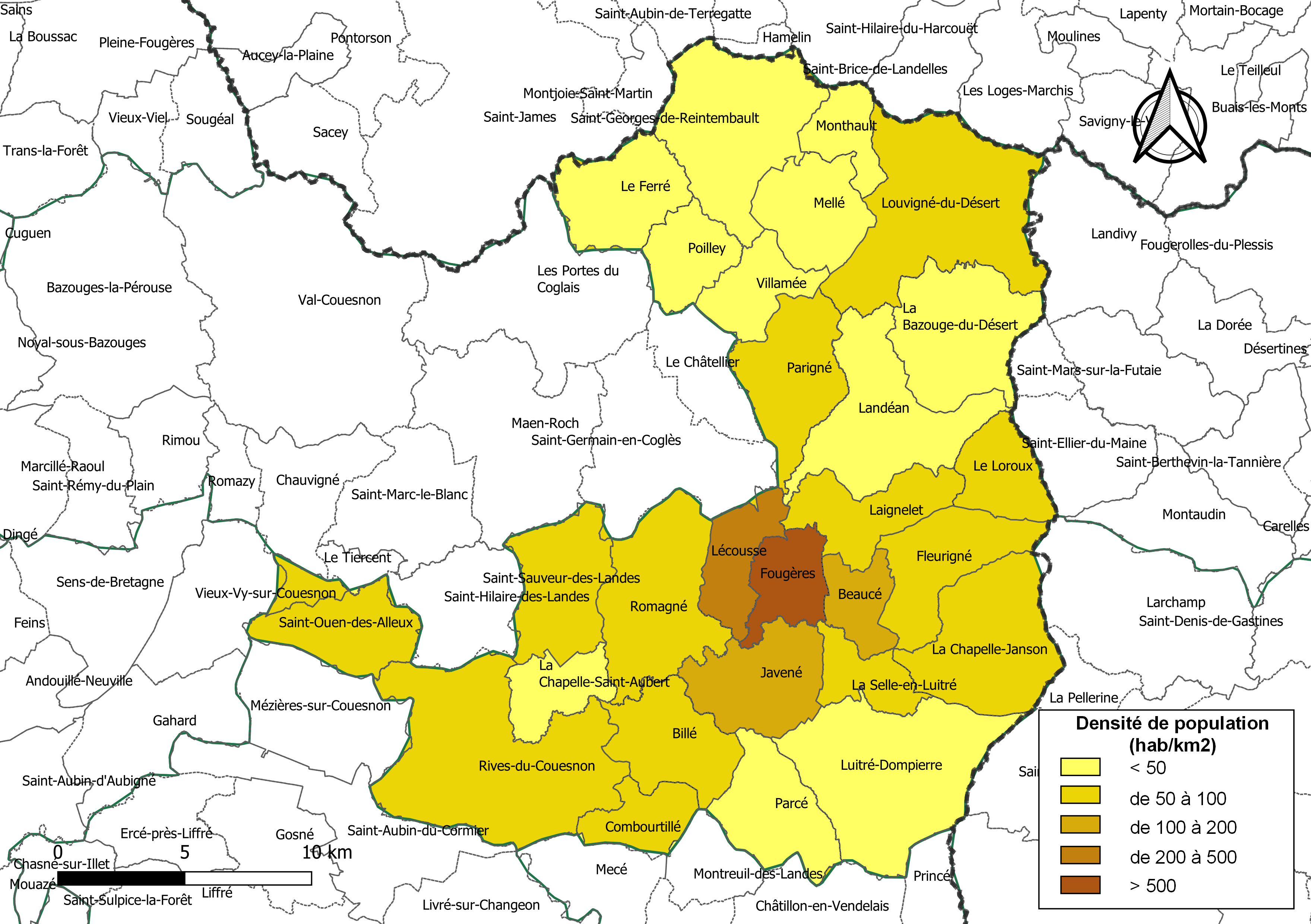
Carte des densités de population (millésimée 2016) des communes de l'intercommunalité Fougères Agglomération. Composition en communes au 1er janvier 2019.

La communauté d'agglomération est composée des 28 communes suivantes :

| Nom                           | Code Insee | Gentilé         | Superficie (km2) | Population (dernière pop. légale) | Densité (hab./km2) |
| ----------------------------- | ---------- | --------------- | ---------------- | --------------------------------- | ------------------ |
| La Selle-en-Luitré (siège)    | 35324      | Sellois         | 7,32             | 618 (2022)                        | 84                 |
| La Bazouge-du-Désert          | 35018      | Bazougeais      | 24,6             | 1 080 (2022)                      | 44                 |
| Beaucé                        | 35021      | Beaucéens       | 8,17             | 1 289 (2022)                      | 158                |
| Billé                         | 35025      | Billéens        | 16,96            | 1 038 (2022)                      | 61                 |
| La Chapelle-Fleurigné         | 35062      |                 | 45,13            | 2 430 (2022)                      | 54                 |
| La Chapelle-Saint-Aubert      | 35063      | Aubertins       | 9,77             | 468 (2022)                        | 48                 |
| Combourtillé                  | 35086      | Combourtilléens | 9,25             | 608 (2022)                        | 66                 |
| Le Ferré                      | 35111      | Ferréens        | 16,92            | 727 (2022)                        | 43                 |
| Fougères                      | 35115      | Fougerais       | 10,46            | 20 602 (2022)                     | 1 970              |
| Javené                        | 35137      | Javenéens       | 18,45            | 2 185 (2022)                      | 118                |
| Laignelet                     | 35138      | Agnelais        | 14,83            | 1 217 (2022)                      | 82                 |
| Landéan                       | 35142      | Landéanais      | 27,31            | 1 225 (2022)                      | 45                 |
| Lécousse                      | 35150      | Lecoussois      | 11,07            | 3 423 (2022)                      | 309                |
| Le Loroux                     | 35157      | Lorousiens      | 11,56            | 618 (2022)                        | 53                 |
| Louvigné-du-Désert            | 35162      | Louvignéens     | 41,66            | 3 352 (2022)                      | 80                 |
| Luitré-Dompierre              | 35163      |                 | 38,83            | 1 844 (2022)                      | 47                 |
| Mellé                         | 35174      | Melléens        | 15,5             | 648 (2022)                        | 42                 |
| Monthault                     | 35190      | Monthaltais     | 8,2              | 250 (2022)                        | 30                 |
| Parcé                         | 35214      | Parcéens        | 16,88            | 652 (2022)                        | 39                 |
| Parigné                       | 35215      | Parignéens      | 20,72            | 1 301 (2022)                      | 63                 |
| Poilley                       | 35230      | Polucéens       | 10,78            | 380 (2022)                        | 35                 |
| Rives-du-Couesnon             | 35282      | Rivois          | 48,36            | 2 919 (2022)                      | 60                 |
| Romagné                       | 35243      | Romagnéens      | 26,93            | 2 434 (2022)                      | 90                 |
| Saint-Christophe-de-Valains   | 35261      |                 | 3,27             | 230 (2022)                        | 70                 |
| Saint-Georges-de-Reintembault | 35271      | Reintembaultois | 31,02            | 1 524 (2022)                      | 49                 |
| Saint-Ouen-des-Alleux         | 35304      | Audonniens      | 15,2             | 1 308 (2022)                      | 86                 |
| Saint-Sauveur-des-Landes      | 35310      | Salvatoriens    | 18,84            | 1 565 (2022)                      | 83                 |
| Villamée                      | 35357      | Villaméens      | 10,66            | 291 (2022)                        | 27                 |

### Démographie
| 1968   | 1975   | 1982   | 1990   | 1999   | 2010   | 2015   | 2021   |
| ------ | ------ | ------ | ------ | ------ | ------ | ------ | ------ |
| 52 699 | 52 966 | 53 418 | 52 072 | 51 709 | 54 040 | 55 413 | 56 070 |

## Administration

### Siège
Le siège de la communauté d'agglomération est situé à La Selle-en-Luitré.

### Les élus
Le conseil communautaire de la communauté d'agglomération se compose de 58 conseillers, représentant chacune des communes membres et élus pour une durée de six ans.
Ils sont répartis comme suit :
| Nombre de conseillers | Communes                                        |
| --------------------- | ----------------------------------------------- |
| 21                    | Fougères                                        |
| 3                     | Lécousse, Louvigné-du-Désert, Rives-du-Couesnon |
| 2                     | Javené, Luitré-Dompierre, Romagné               |
| 1 (+1 suppléant)      | les 22 autres communes                          |

### Présidence
Lors du conseil communautaire du 15 juillet 2020, Patrick Manceau est élu président de la communauté d'agglomération. Lors du conseil communautaire du 23 juillet 2020, les 12 vice-présidents sont élus. 
| Période         | Période         | Identité         | Étiquette | Qualité                                        |
| --------------- | --------------- | ---------------- | --------- | ---------------------------------------------- |
| 16 janvier 2017 | 15 juillet 2020 | Bernard Marboeuf | UDI       | Maire de Lécousse (1989-2020)                  |
| 15 juillet 2020 | En cours        | Patrick Manceau  | DVG       | Conseiller municipal de Fougères (depuis 1989) |

Liste des vice-présidents élus en 2020 :
- Président : Patrick Manceau (Fougères)

- 1er vice-président, délégué à l’attractivité économique et à l’emploi : Michel Balluais (Luitré-Dompierre)

- 2e vice-présidente, déléguée à la transition écologique : Marie-Claire Boucher (Saint-Georges-de-Reintembault)

- 3e vice-président, délégué à l’urbanisme, la dynamique rurale et au numérique : Joseph Érard (Rives-du-Couesnon)

- 4e vice-présidente, déléguée aux mobilités : Anne Perrin (Lécousse)

- 5e vice-président, délégué aux finances et à la formation supérieure : Louis Feuvrier (Fougères)

- 6e vice-présidente, déléguée à l'habitat : Marie-Laure Noël (Louvigné-du-Désert)

- 7e vice-président, délégué aux ressources humaines, au dialogue social et à l’administration générale : Alain Forêt (La Chapelle-Janson)

- 8e vice-présidente, déléguée à la promotion territoriale : Alice Lebret (Fougères)

- 9e vice-président, délégué aux travaux et à la commande publique : Louis Pautrel (Le Ferré)

- 10e vice-président, délégué à la politique culturelle : Jean-Claude Rault (Fougères)

- 11e vice-président, délégué aux équipements communautaires non culturels : Bernard Delaunay (Javené)

- 12e vice-présidente, déléguée à l’eau et à l’assainissement : Cécile Parlot (Romagné)

### Régime fiscal et budget
Le régime fiscal de la communauté d'agglomération est la fiscalité professionnelle unique (FPU).